# Young Animal Arashi
Young Animal Arashi (ヤングアニマル嵐 Yangu Animaru Arashi?) es una revista japonesa mensual de manga seinen y una revista hermana de Young Animal, se publica el primer viernes de cada mes en formato B5 por la firma Hakusensha.

## Algunas series destacadas en la revista
- Masamune Shirow
  - Dominion Tank Police
- Hikari Asada Art: Maru Asakura
  - 14 Juicy
- Kanji Kawashima
  - Anko Bomb-a-Yeah!!
- Serika Himuro
  - Aoi no Yuuwaku
- Ichiro Sasaki Art: Kazuo Maekawa
  - Crack Hound
- Takakazu Nagakubo Art: Tsuyoshi Masuda
  - Ecchi no Kamisama!
  - Miyakuji Otoshi
- Katsu Aki
  - Futari Ecchi
- Fumihiro Hayashizaki
  - Gabumento
- Jun Fujishima
  - Ginburu Taiheiki
- Hitoshi Iwaaki
  - Heureka
- GoDo Art: TAGRO
  - Himawari Den!
- Rei Nakajima
  - Inumimi
  - Nurse Witch Komugi-chan Magikarte
- Yumi Unita
  - Kiki
- Kenjiro Kawatsu
  - Koibana Onsen
- Takeshi Matsumoto
  - Magical Strawberry
- Sora Inoue
  - Mai Ball!
- Junya Takeuchi
  - Miko Shimai
- Maru Asakura
  - Mugen Shoujo
- Ryuta Amazume
  - Nana to Kaoru
  - Toshiue no Hito
- Shigemitsu Harada Art: Takahiro Seguchi
  - Ore Tama
- Tomohiro Takashima
  - Panda Zuke
- LINDA
  - Seki-la-la Kanojo
- Hideaki Nishikawa
  - Shokugyo Koroshiya
  - Apocrypha Getter Robot Dash
- Naoki Shigeno
  - Nobunaga no Shinobi: Owari Tōitsu-ki

Nota: el autor y el artista son los mismos para cada caso a excepción de donde se especifique.